# AMD Instinct
AMD Instinct es la marca de GPU profesionales de AMD. Reemplazó la marca FirePro S de AMD en 2016. En comparación con la marca Radeon de productos convencionales para consumidores/jugadores, la línea de productos Instinct está diseñada para acelerar el aprendizaje profundo, las redes neuronales artificiales y las aplicaciones GPGPU / computación de alto rendimiento.
La línea de productos Radeon Instinct compite directamente con Ampere e Intel Xeon Phi de Nvidia y las líneas entrantes de Intel Xe de aprendizaje automático y tarjetas GPGPU.
Antes de la presentación del MI100 en noviembre de 2020, la familia Instinct se conocía como AMD Radeon Instinct, AMD eliminó la marca Radeon de su nombre.
Las supercomputadoras basadas en (CPU AMD y) GPU AMD Instinct ahora lideran la lista de supercomputadoras Green500 con más del 50% de ventaja sobre cualquier otra, y encabezan los primeros 4 lugares, incluido el segundo, que es el más rápido del mundo en la actualidad en el Lista TOP500, Frontier.

## Productos
Los tres productos Radeon Instinct iniciales se anunciaron el 12 de diciembre de 2016 y se lanzaron el 20 de junio de 2017, cada uno basado en una arquitectura diferente.

### MI6
El MI6 es una tarjeta basada en Polaris 10 con refrigeración pasiva con 16 GB de memoria GDDR5 y con un TDP de <150 W. A 5,7 TFLOPS (FP16 y FP32), se espera que el MI6 se utilice principalmente para inferencia, en lugar de entrenamiento de redes neuronales. El MI6 tiene un rendimiento informático máximo de doble precisión (FP64) de 358 GFLOPS.

### MI8
La MI8 es una tarjeta basada en Fiji, análoga a la R9 Nano, y se espera que tenga un TDP de <175 W. El MI8 tiene 4 GB de memoria de alto ancho de banda. A 8,2 TFLOPS (FP16 y FP32), el MI8 está marcado para la inferencia. El MI8 tiene un rendimiento de cómputo de doble precisión pico (FP64) de 512 GFLOPS.

### MI25
La MI25 es una tarjeta basada en Vega que utiliza memoria HBM2. Se espera que el rendimiento del MI25 sea de 12,3 TFLOPS utilizando números FP32. A diferencia del MI6 y el MI8, el MI25 puede aumentar el rendimiento cuando se utilizan números de menor precisión y, en consecuencia, se espera que alcance los 24,6 TFLOPS cuando se utilizan números FP16. El MI25 tiene una potencia nominal de <300 W TDP con refrigeración pasiva. El MI25 también proporciona 768 GFLOPS pico de doble precisión (FP64) a una tasa de 1/16.
| Acelerador | Arquitectura | Litografía | Unidades de cómputo | Memoria | Tipo de memoria | Compatibilidad con PCIe | Factor de forma | Rendimiento FP16 | Rendimiento BF16 | Rendimiento FP32 | Rendimiento de la matriz FP32 | Rendimiento FP64 | Rendimiento de la matriz FP64 | Rendimiento INT8 | Rendimiento INT4 | Pico TBP |
| ---------- | ------------ | ---------- | ------------------- | ------- | --------------- | ----------------------- | --------------- | ---------------- | ---------------- | ---------------- | ----------------------------- | ---------------- | ----------------------------- | ---------------- | ---------------- | -------- |
| MI6        | GCN 4        | 14 nm      | 36                  | 16 GB   | GDDR5           | 3.0                     | PCIe            | 5.7 TFLOPS       | N/A              | 5.7 TFLOPS       | N/A                           | 358 GFLOPS       | N/A                           | N/A              | N/A              | 150 W    |
| MI8        | GCN 3        | 28 nm      | 64                  | 4 GB    | HBM             | 3.0                     | PCIe            | 8.2 TFLOPS       | N/A              | 8.2 TFLOPS       | N/A                           | 512 GFLOPS       | N/A                           | N/A              | N/A              | 175 W    |
| MI25       | GCN 5        | 14 nm      | 64                  | 16 GB   | HBM2            | 3.0                     | PCIe            | 26.4 TFLOPS      | N/A              | 12.3 TFLOPS      | N/A                           | 768 GFLOPS       | N/A                           | N/A              | N/A              | 300 W    |
| MI50       | GCN 5        | 7 nm       | 60                  | 16 GB   | HBM2            | 4.0                     | PCIe            | 26.5 TFLOPS      | N/A              | 13.3 TFLOPS      | N/A                           | 6.6 TFLOPS       | N/A                           | 53 TOPS          | N/A              | 300 W    |
| MI60       | GCN 5        | 7 nm       | 64                  | 32 GB   | HBM2            | 4.0                     | PCIe            | 29.5 TFLOPS      | N/A              | 14.7 TFLOPS      | N/A                           | 7.4 TFLOPS       | N/A                           | 59 TOPS          | N/A              | 300 W    |
| MI100      | CDNA         | 7 nm       | 120                 | 32 GB   | HBM2            | 4.0                     | PCIe            | 184.6 TFLOPS     | 92.3 TFLOPS      | 23.1 TFLOPS      | 46.1 TFLOPS                   | 11.5 TFLOPS      | N/A                           | 184.6 TOPS       | N/A              | 300 W    |
| MI210      | CDNA 2       | 6 nm       | 104                 | 64 GB   | HBM2e           | 4.0                     | PCIe            | 181 TFLOPS       | 181 TFLOPS       | 22.6 TFLOPS      | 45.3 TFLOPS                   | 22.6 TFLOPS      | 45.3 TFLOPS                   | 181 TOPS         | 181 TOPS         | 300 W    |
| MI250      | CDNA 2       | 6 nm       | 208                 | 128 GB  | HBM2e           | 4.0                     | OAM             | 362.1 TFLOPS     | 362.1 TFLOPS     | 45.3 TFLOPS      | 90.5 TFLOPS                   | 45.3 TFLOPS      | 90.5 TFLOPS                   | 362.1 TOPS       | 362.1 TOPS       | 560 W    |
| MI250X     | CDNA 2       | 6 nm       | 220                 | 128 GB  | HBM2e           | 4.0                     | OAM             | 383 TFLOPS       | 383 TFLOPS       | 47.92 TFLOPS     | 95.7 TFLOPS                   | 47.9 TFLOPS      | 95.7 TFLOPS                   | 383 TOPS         | 383 TOPS         | 560 W    |

## Software

### ROCm
El siguiente software, a partir de 2022, se reagrupa bajo el metaproyecto Radeon Open Compute.

#### MXGPU
Los productos MI6, MI8 y MI25 son compatibles con la tecnología de virtualización MxGPU de AMD, lo que permite compartir recursos de GPU entre varios usuarios.

#### MIOpen
MIOpen es la biblioteca de aprendizaje profundo de AMD para permitir la aceleración GPU del aprendizaje profundo. Gran parte de esto amplía el software de la Iniciativa Boltzmann de GPUOpen. Esto tiene la intención de competir con las porciones de aprendizaje profundo de la biblioteca CUDA de Nvidia. Es compatible con los marcos de aprendizaje profundo: Theano, Caffe, TensorFlow, MXNet, Microsoft Cognitive Toolkit, Torch y Chainer. La programación es compatible con OpenCL y Python, además de admitir la compilación de CUDA a través de la interfaz de computación heterogénea para portabilidad y el compilador de computación heterogénea de AMD.

## Tabla de chips
| Modelo (Nombre en clave)         | Fecha de lanzamiento    | Arquitectura | Fab        | Transistores y tamaño del chip | Núcleo                       | Núcleo      | Tasa de relleno | Tasa de relleno | Poder de procesamiento (TFLOPS) | Poder de procesamiento (TFLOPS) | Poder de procesamiento (TFLOPS) | Memoria             | Memoria     | Memoria      | Memoria               | TBP                | Interfaz del bus |
| Modelo (Nombre en clave)         | Fecha de lanzamiento    | Arquitectura | Fab        | Transistores y tamaño del chip | Config.                      | Reloj (MHz) | Textura (GT/s)  | Píxel (GP/s)    | Media                           | Simple                          | Doble                           | Tipo de bus y ancho | Tamaño      | Reloj (MT/s) | Ancho de banda (GB/s) | TBP                | Interfaz del bus |
| -------------------------------- | ----------------------- | ------------ | ---------- | ------------------------------ | ---------------------------- | ----------- | --------------- | --------------- | ------------------------------- | ------------------------------- | ------------------------------- | ------------------- | ----------- | ------------ | --------------------- | ------------------ | ---------------- |
| Radeon Instinct MI6 (Polaris 10) | 20 de junio de 2017     | GCN 4        | GloFo 14LP | 5.7×109 232 mm2                | 2304:144:32 36 CU            | 1120 1233   | 161.3 177.6     | 35.84 39.46     | 5.161 5.682                     | 5.161 5.682                     | 0.323 0.355                     | GDDR5 256-bit       | 16 GB       | 7000         | 224                   | 150 W              | PCIe 3.0×16      |
| Radeon Instinct MI8 (Fiji)       | 20 de junio de 2017     | GCN 3        | TSMC 28 nm | 8.9×109 596 mm2                | 4096:256:64 64 CU            | 1000        | 256.0           | 64.00           | 8.192                           | 8.192                           | 0.512                           | HBM 4096-bit        | 4 GB        | 1000         | 512                   | 175 W              | PCIe 3.0×16      |
| Radeon Instinct MI25 (Vega 10)   | 20 de junio de 2017     | GCN 5        | GloFo 14LP | 12.5×109 510 mm2               | 4096:256:64 64 CU            | 1400 1500   | 358.4 384.0     | 89.60 96.00     | 22.94 24.58                     | 11.47 12.29                     | 0.717 0.768                     | HBM2 2048-bit       | 16 GB       | 1890         | 484                   | 300 W              | PCIe 3.0×16      |
| Radeon Instinct MI50 (Vega 20)   | 18 de noviembre de 2018 | GCN 5        | TSMC N7    | 13.2×109 331 mm2               | 3840:240:64 60 CU            | 1450 1725   | 348.0 414.0     | 92.80 110.4     | 22.27 26.50                     | 11.14 13.25                     | 5.568 6.624                     | HBM2 4096-bit       | 16 GB 32 GB | 2000         | 1024                  | 300 W              | PCIe 4.0×16      |
| Radeon Instinct MI60 (Vega 20)   | 18 de noviembre de 2018 | GCN 5        | TSMC N7    | 13.2×109 331 mm2               | 4096:256:64 64 CU            | 1500 1800   | 384.0 460.8     | 96.00 115.2     | 24.58 29.49                     | 12.29 14.75                     | 6.144 7.373                     | HBM2 4096-bit       | 32 GB       | 2000         | 1024                  | 300 W              | PCIe 4.0×16      |
| AMD Instinct MI100 (Arcturus)    | 16 de noviembre de 2020 | CDNA         | TSMC N7    | 25.6×109 750 mm2               | 7680:480:- 120 CU            | 1000 1502   | 480.0 721.0     | N/A             | 122.9 184.6                     | 15.36 23.07                     | 7.680 11.54                     | HBM2 4096-bit       | 32 GB       | 2400         | 1228.8                | 300 W              | PCIe 4.0×16      |
| AMD Instinct MI210 (Aldebaran)   | 22 de marzo de 2022     | CDNA 2       | TSMC N6    | 28 x 109 ~770 mm2              | 6656:416:- 104 CU (1 × GCD)  | 1000 1700   | 416.0 707.2     | N/A             | 106.5 181.0                     | 13.31 22.63                     | 13.31 22.63                     | HBM2e 4096-bit      | 64 GB       | 3200         | 1638.4                | 300 W              | PCIe 4.0×16      |
| AMD Instinct MI250 (Aldebaran)   | 8 de noviembre de 2021  | CDNA 2       | TSMC N6    | 58 x 109 1540 mm2              | 13312:832:- 208 CU (2 × GCD) | 1000 1700   | 832.0 1414      | N/A             | 213.0 362.1                     | 26.62 45.26                     | 26.62 45.26                     | HBM2e 2 × 4096-bit  | 2 × 64 GB   | 3200         | 2 × 1638.4            | 500 W 560 W (Pico) | PCIe 4.0×16      |
| AMD Instinct MI250X (Aldebaran)  | 8 de noviembre de 2021  | CDNA 2       | TSMC N6    | 58 x 109 1540 mm2              | 14080:880:- 220 CU (2 × GCD) | 1000 1700   | 880.0 1496      | N/A             | 225.3 383.0                     | 28.16 47.87                     | 28.16 47.87                     | HBM2e 2 × 4096-bit  | 2 × 64 GB   | 3200         | 2 × 1638.4            | 500 W 560 W (Pico) | PCIe 4.0×16      |